# الجزارون الخضر
الجزارون الخضر (بالإنجليزية: The Green Butchers)‏ (بالدنماركية: De grønne slagtere)‏ هو فيلم كوميديا سوداء تم إنتاجه في الدنمارك وصدر سنة 2003 بطولة نيكولاس لي كوش ومادس ميكلسن ونيكولاس برو.

## القصة
شقيقان يقومان بفتح قصابة صغيرة يموت أحد العمال فيها فيتخلصون منه عن طريق بيع لحمه ويعجب لحم الناس لذا يزداد عدد الزبائن فيقرر أحد الأخوين الإستمرار بقتل الناس وبيع لحمهم مما يثير شكوك البعض فيهم.

## وصلات خارجية
الجزارون الخضر على موقع IMDb (الإنجليزية)
- الجزارون الخضر على موقع ميتاكريتيك (الإنجليزية)
- الجزارون الخضر على موقع روتن توميتوز (الإنجليزية)
- الجزارون الخضر على موقع نتفليكس (الإنجليزية)
- الجزارون الخضر على موقع ألو سيني (الفرنسية)
- الجزارون الخضر على موقع Turner Classic Movies (الإنجليزية)
- الجزارون الخضر على موقع أول موفي (الإنجليزية)
- الجزارون الخضر على موقع بوكس أوفيس موجو (الإنجليزية)
- الجزارون الخضر على موقع فيلمافينيتي (الإسبانية)
- الجزارون الخضر على موقع قاعدة بيانات الأفلام السويدية (السويدية)